# Rui Alves
Rui Alves (Campo Grande),  é um político brasileiro, filiado ao Republicanos. Nas eleições de 2022, foi eleito deputado estadual por SP.